# 1994年冬季残疾人奥林匹克运动会比利时代表团
1994年冬季残疾人奥林匹克运动会比利时代表团是比利时派出的1994年冬季残疾人奥林匹克运动会代表团。获得1枚铜牌。